# 습수
습수(濕數, dew point depression, T-Td)는 대기의 특정 높이에서 온도와 이슬점 온도 간의 차이이다.
일정한 온도에서 차이가 작을수록 수분은 더 많이 존재하게 되며, 즉 상대 습도는 더 높아지게 된다. 더 낮은 대류권에서 수분이 더 많으면(낮은 습수) 구름 밑면과 치올림 응결 고도(lifted condensation levels, LCL)가 낮아진다. LCL의 높이는 극심한 뇌우를 조절하는데 중요한 역할을 한다.
대기에 수분량을 측정하는데 사용되는 습수는 농업과 삼림기상 부문에서, 특히 산불을 예측하는데 중요한 지표가 된다.

## 같이 보기
- 대기열역학